# Năpradea (gmina)
Năpradea – gmina w Rumunii, w okręgu Sălaj. Obejmuje miejscowości Cheud, Năpradea, Someș-Guruslău, Traniș i Vădurele. W 2011 roku liczyła 2652 mieszkańców.